# Budynek Zarządu Wodnego w Augustowie
Budynek Zarządu Wodnego w Augustowie − zabytkowy budynek w Augustowie.
Eklektyczny pałacyk powstał ok. 1903 jako siedziba kierownictwa wiślano-niemeńskiej drogi wodnej i mieszkanie jej głównego inżyniera, Michała Straszkiewicza.

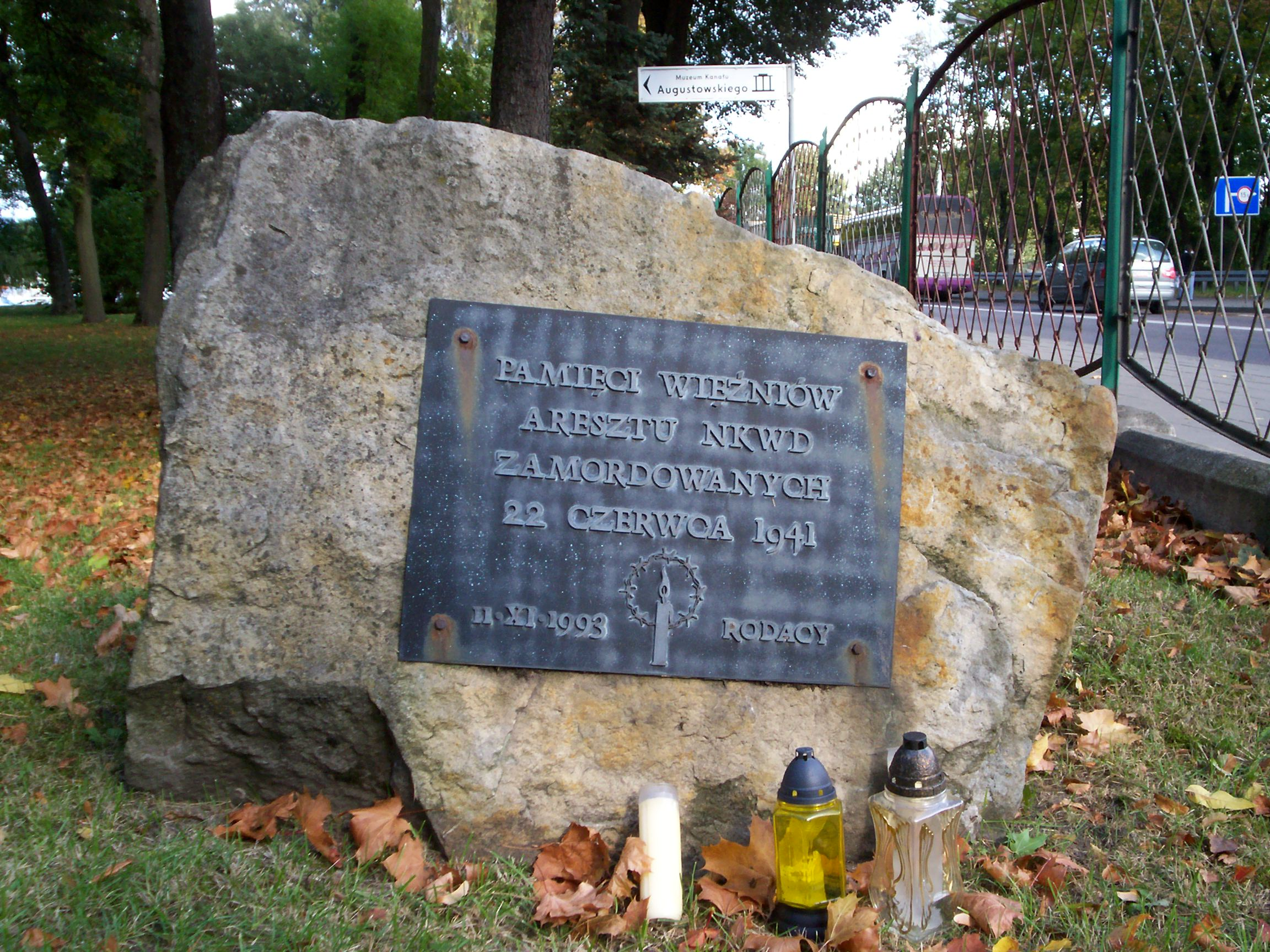
Tablica pamięci ofiar NKWD

W roku 1939 obiekt zajęły radzieckie wojska pograniczne NKWD. Obok budynku wybudowano barak, w którym przetrzymywano więźniów. 22 czerwca 1941 − w dniu ataku Niemiec na Związek Radziecki − więźniowie zostali rozstrzelani. W 1993 w parku otaczającym pałacyk została umieszczona tablica poświęcona pamięci ofiar.
Współcześnie w budynku znajduje się Nadzór Wodny Augustów, podlegający pod Zarząd Zlewni Pojezierza Mazurskiego, Biebrzy i Czarnej Hańczy z siedzibą w Giżycku. Obok pałacyku − w budynku dawnego zarządu portu − mieści się Dział Historii Kanału Augustowskiego, będący częścią Muzeum Ziemi Augustowskiej.